# Marek Łbik
Marek Łbik (Poznań, 30 de enero de 1958) es un deportista polaco que compitió en piragüismo en la modalidad de aguas tranquilas.
Participó en dos Juegos Olímpicos de Verano en los años 1980 y 1988, obteniendo una medalla de plata y otra de bronce en la edición de Seúl 1988. Ganó ocho medallas en el Campeonato Mundial de Piragüismo entre los años 1979 y 1989.

## Palmarés internacional
| Juegos Olímpicos   | Juegos Olímpicos     | Juegos Olímpicos  | Juegos Olímpicos |
| Año                | Lugar                | Medalla           | Evento           |
| ------------------ | -------------------- | ----------------- | ---------------- |
| 1988               | Seúl (Corea del Sur) | Medalla de plata  | C2 500 m         |
| 1988               | Seúl (Corea del Sur) | Medalla de bronce | C2 1000 m        |
| Campeonato Mundial |                      |                   |                  |
| Año                | Lugar                | Medalla           | Evento           |
| 1979               | Duisburgo (RFA)      | Medalla de bronce | C2 500 m         |
| 1985               | Malinas (Bélgica)    | Medalla de plata  | C2 500 m         |
| 1985               | Malinas (Bélgica)    | Medalla de bronce | C2 1000 m        |
| 1986               | Montreal (Canadá)    | Medalla de plata  | C2 1000 m        |
| 1986               | Montreal (Canadá)    | Medalla de oro    | C2 10 000 m      |
| 1987               | Duisburgo (RFA)      | Medalla de oro    | C2 500 m         |
| 1987               | Duisburgo (RFA)      | Medalla de plata  | C2 1000 m        |
| 1989               | Plovdiv (Bulgaria)   | Medalla de plata  | C2 500 m         |